# Oda Nobutaka
En aquest nom japonès, el cognom és Oda.
Oda Nobutaka (织 田信孝, 1558-1583) va ser un samurai japonès del període Azuchi-Momoyama de la història del Japó pertanyent al clan Oda. Nobutaka va ser el tercer fill d'Oda Nobunaga i va ser adoptat pel clan Kanbo, de manera que també va ser conegut com a Kanbo Nobutaka (神 戸 信 孝). Va participar en les campanyes de resistència de 1583 en contra de l'ascens al poder de Toyotomi Hideyoshi, fins que va cometre seppuku després que el castell Gifu en què es trobava fos assetjat.